# Palazzo Terzi (Asola)
Il Palazzo Terzi è un palazzo di Asola situato in via Garibaldi.

## Descrizione
Si caratterizza al suo interno per la presenza di un ampio giardino all'inglese (un tempo area in cui si trovava il cimitero della ''fortezza'') con vegetazione varia ed esotica, che nasconde sotto il livello del terreno una ghiacciaia cilindrica sormontata da una cupola in mattoni a vista coperta di terra. Viene aperto al pubblico solo in due occasioni all'anno: la festa di San Rocco (16 agosto) e durante il periodo natalizio in occasione del presepe vivente organizzato dal gruppo scout di Asola.
Entrando in casa ci si immerge subito in un'atmosfera risorgimentale: il fresco androne diviso da una solida cancellata in ferro immette su uno scalone che culmina con un importante stemma sabaudo affrescato che richiama alla memoria il distinto ed eroico proprietario, il cav. Andrea Terzi (1819-1897), sindaco di Asola nel ventennio post-unitario.
Il palazzo ha ospitato nel 1862 il generale Garibaldi e nel 1866 il principe ereditario Umberto in occasione della Terza guerra di Indipendenza. Ancora oggi si conserva intatta la camera da letto interamente decorata che ospitò l'eroe dei due mondi.

## Galleria d'immagini

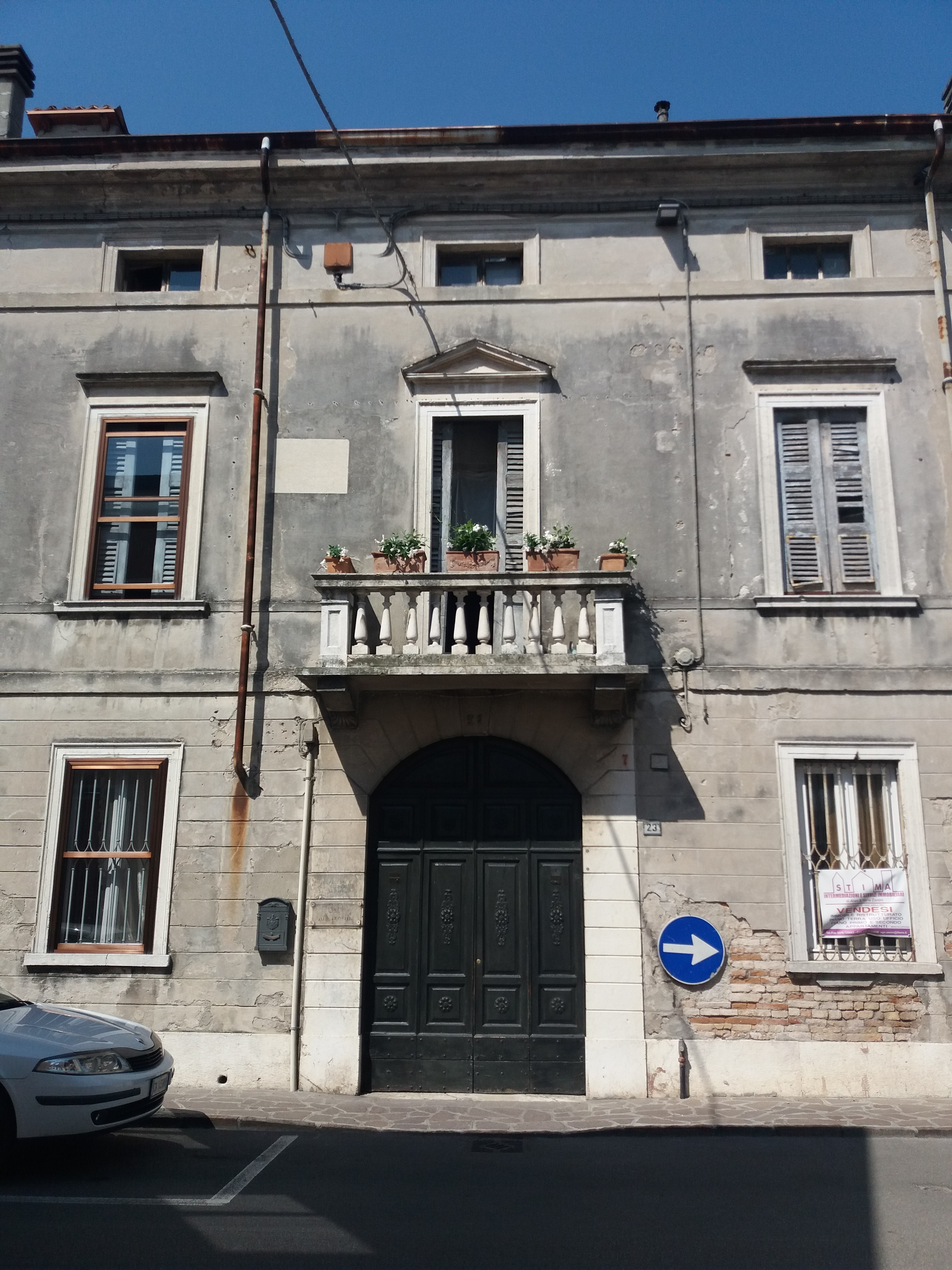
Facciata Esterna
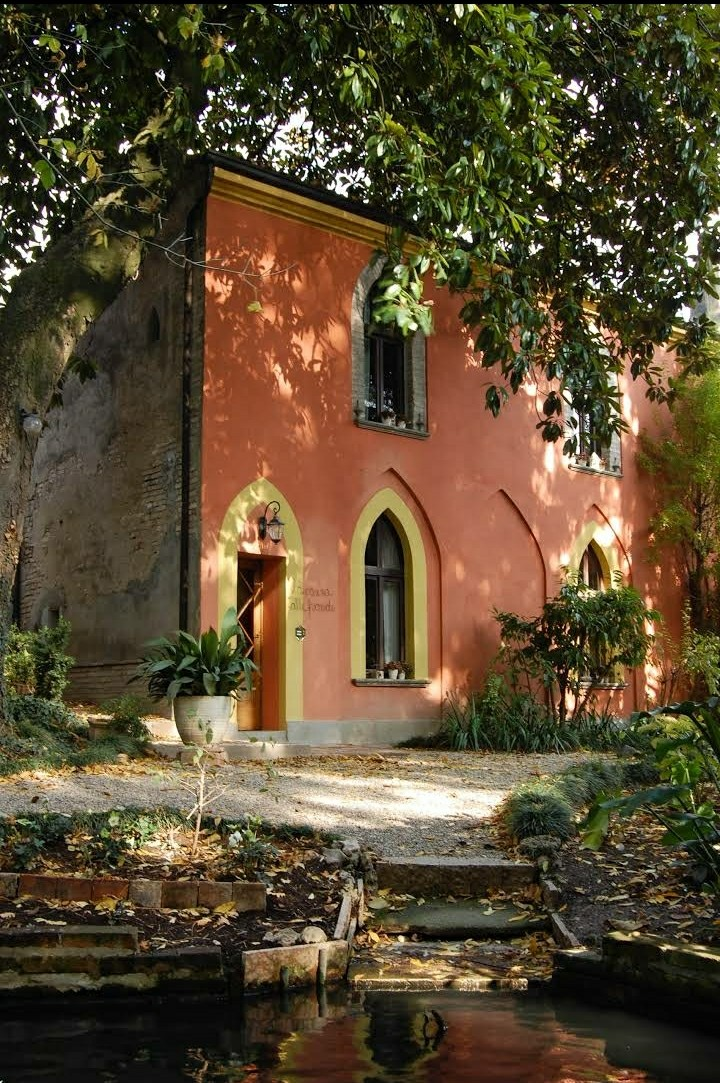
Scuderie Cavalli
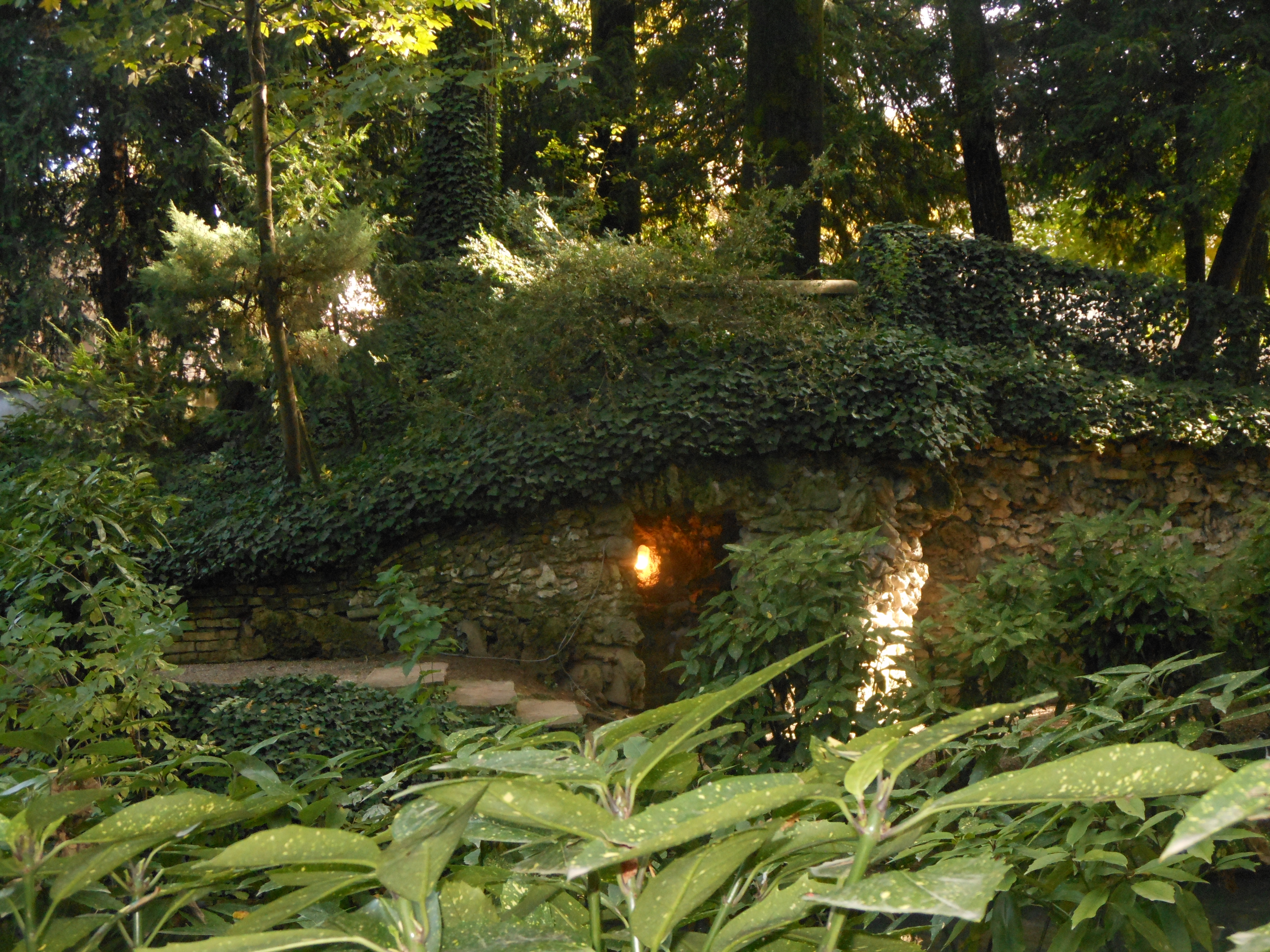
Giardino
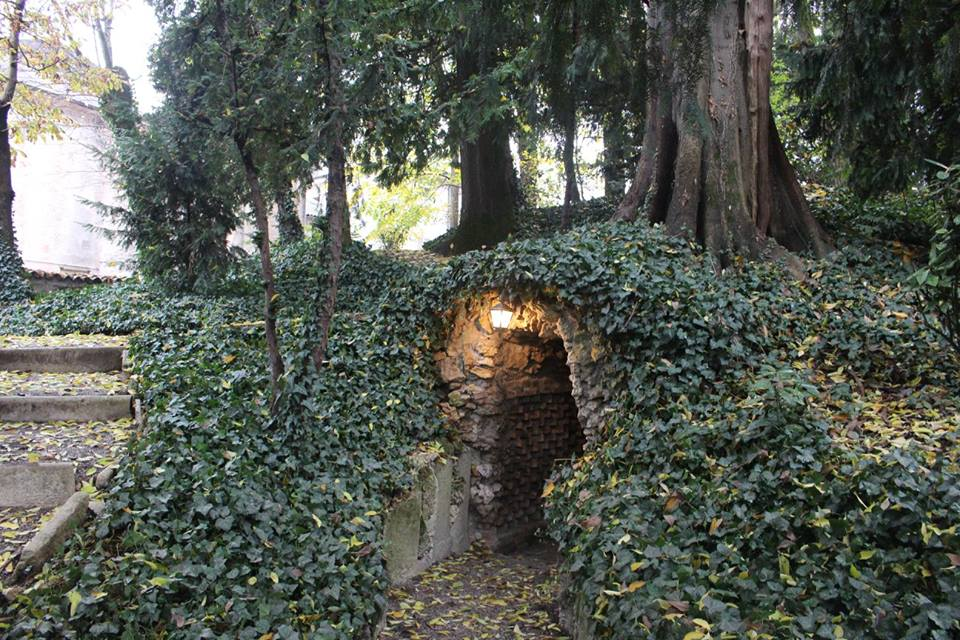
Giardino
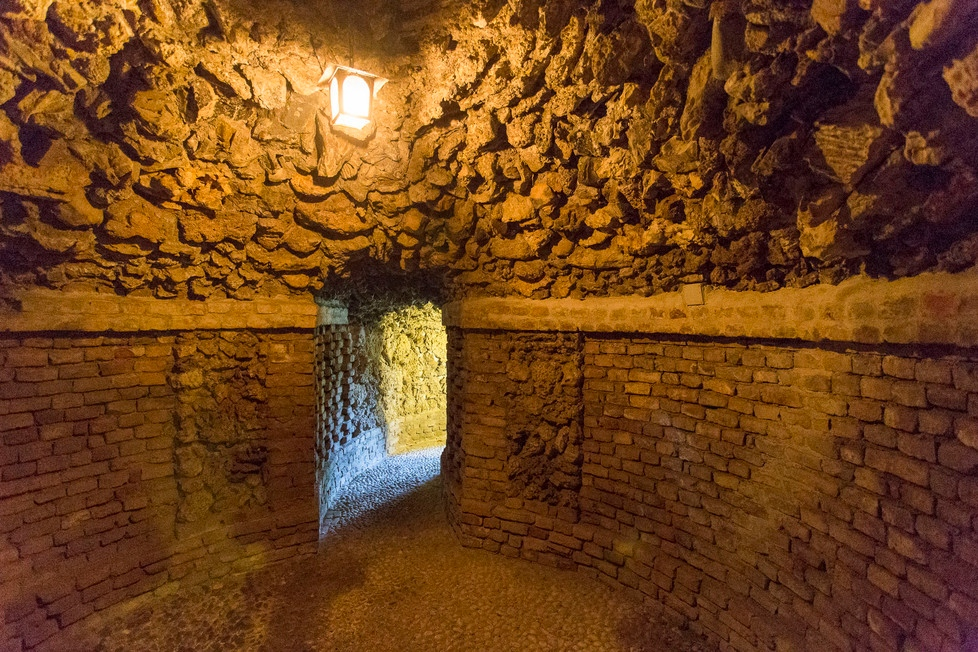
Ghiacciaia
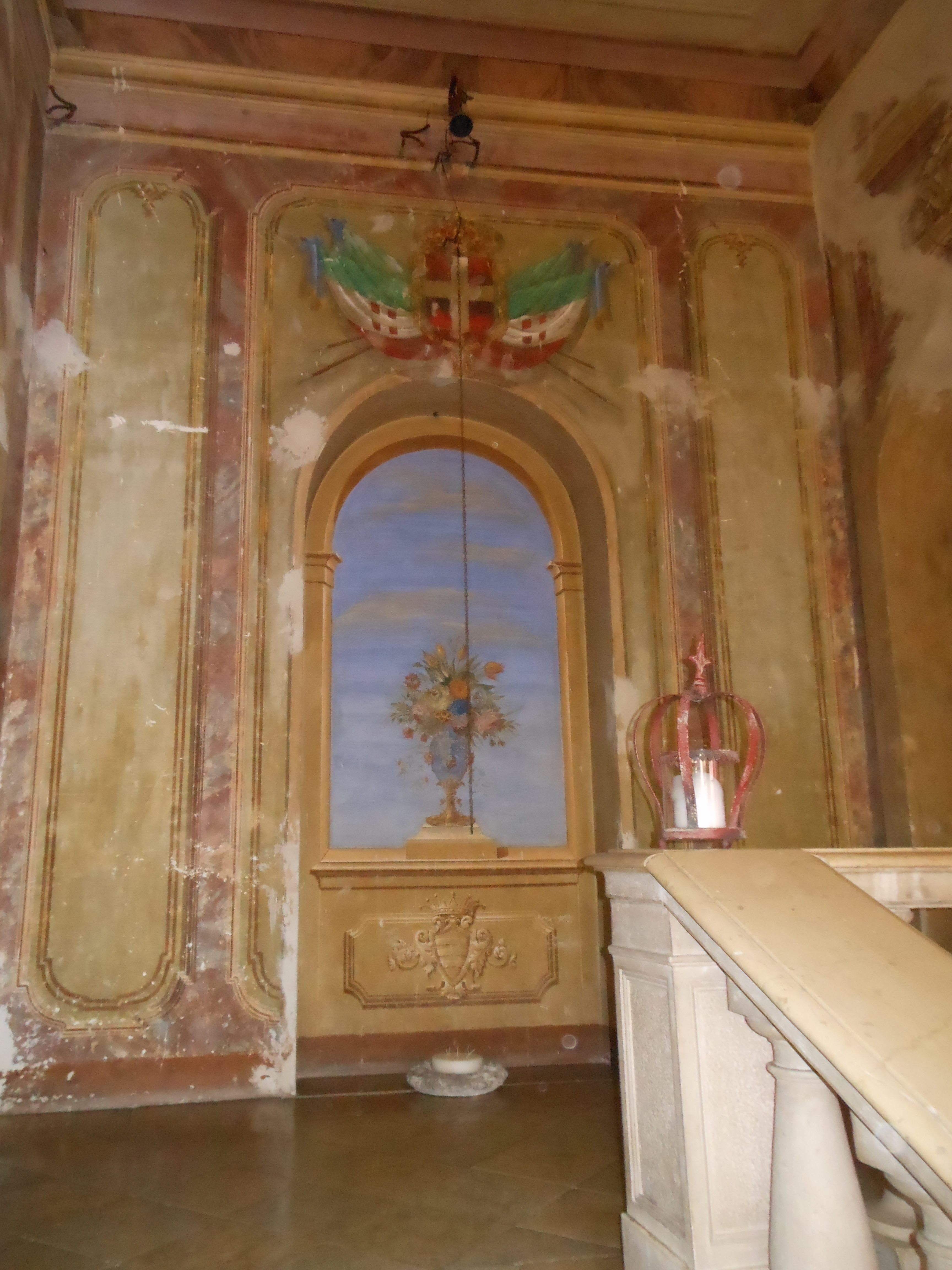
Interno
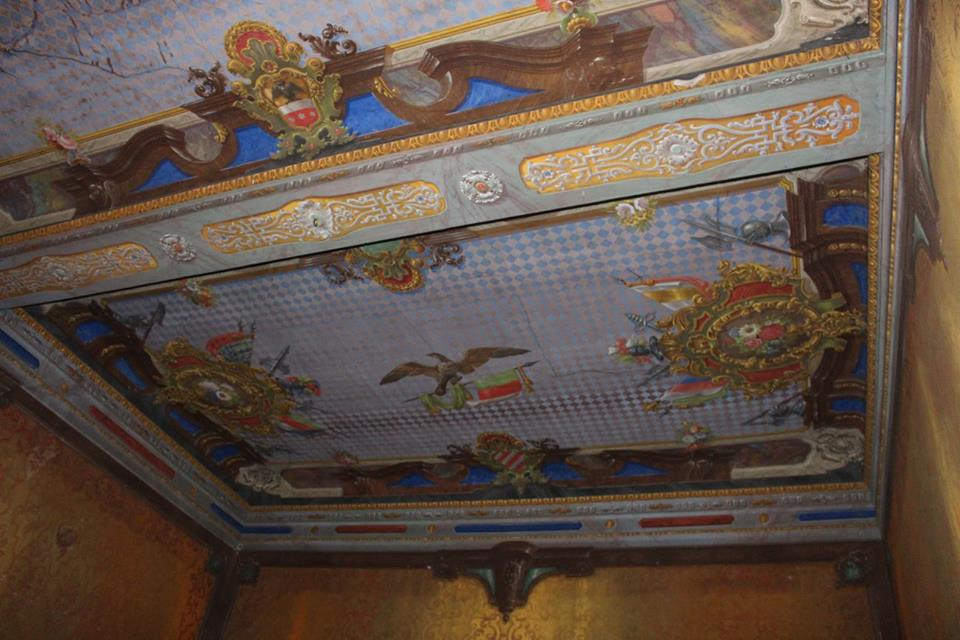
Interno
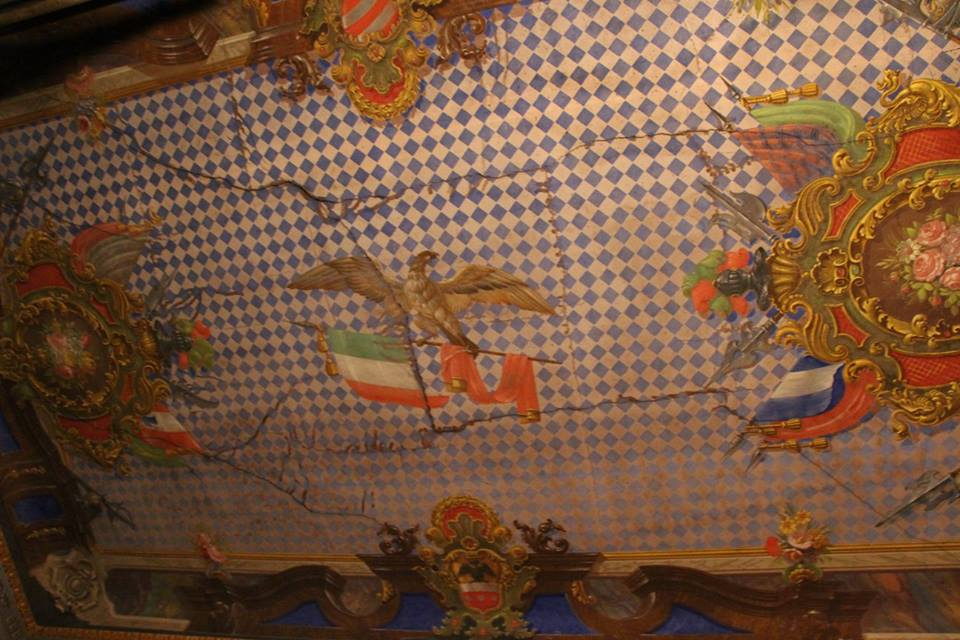
Interno